# 춘천호반체육관
춘천호반체육관(春川湖畔體育館)은 강원특별자치도 춘천시 우석로 102에 있는 실내체육관이다. 과거 WKBL 춘천 우리은행 한새가 홈경기장으로 사용했다.